# Tumeur des tissus mous
Une tumeur des tissus mous est définie comme une tumeur développée aux dépens du tissu conjonctif commun extra-squelettique, incluant le tissu adipeux, le tissu musculaire, les vaisseaux ou encore le système nerveux périphérique. Elles peuvent être  bénignes ou malignes (sarcome des tissus mous).

## Tumeurs développées aux dépens du tissu adipeux
- Hibernome
- Lipome
- Liposarcome
- Lipoblastome
- Angiolipome

## Tumeurs développées aux dépens du tissu musculaire
- Fibrosarcome
- Rhabdomyosarcome